# Brown-Gletscher (Heard)
Der Brown-Gletscher ist ein Gletscher auf der Insel Heard im südlichen Indischen Ozean. Er befindet sich unmittelbar südlich des Round Hill auf der Ostseite der Insel und mündet in die Brown-Lagune.
Das Antarctic Names Committee of Australia (ANCA) benannte den Gletscher nach dem australischen Biologen K. G. Brown, der 1951 im Rahmen der Australian National Antarctic Research Expeditions auf Heard tätig war.
Die Gletscher auf Heard ziehen sich zurück. Der Brown-Gletscher ist, wie andere Gletscher auf der Ostseite der Insel, von der Gletscherschmelze besonders betroffen: Seine Fläche ging 1947–2004 um ca. 29 % zurück. Die Gletscherzunge zog sich zwischen 1947 und 2019 um 1483 m zurück. Der Rückgang beschleunigte sich insbesondere mit der Bildung der Brown-Lagune bis 1988, danach verlangsamte er sich wieder.